# モハメッド・シャヌージ
モハメッド・シャヌージ（Mohammed Shanooj 、2003年5月23日 - ）は、インドのシンガーソングライター、レコードプロデューサー、ナレーター。

## 人物
インディペンデントアーティストとして音楽のキャリアを開始し、曲を録音してソーシャルサイトにアップロードすることで主流になった。
英語、マラヤーラム語、ヒンディー語、タミル語を含む多くの言語で歌っている。